# Norte verdadeiro
O Norte verdadeiro é a direção tomada à superfície da Terra que aponta para o Polo Norte geográfico. É um termo usado em navegação e relaciona-se com o posicionamento e orientação do navegador. O seu conceito foi descoberto e relatado pelo sábio chinês Shen Kuo no século XI.
O norte verdadeiro é comparável com o polo norte e a direção do Norte Cartográfico (a direção para o norte apontada numa projeção cartográfica).
Por outro lado, o norte magnético fica ligeiramente deslocado do norte geográfico. É para o norte magnético que apontam as agulhas das bússolas e não para o norte verdadeiro (geográfico).
Para observadores no hemisfério norte, a direção do norte verdadeiro é marcada no céu pelo Polo Norte celeste. Para a maior parte dos casos práticos, basta saber a posição da Alpha Ursae Minoris (Polaris). Mas, por via da precisão do eixo da Terra, o norte verdadeiro move-se numa rotação que demora cerca de 25 000 a completar-se. Em 2002, Polaris estava no seu ponto mais próximo do Polo Norte celeste. Há 5000 anos, a estrela mais próxima do Polo Norte celeste era Alpha Draconis (Thuban), uma estrela bem mais fraca que a Polaris.
Para observadores no hemisfério sul, a forma prática de determinar o Polo Sul celeste (já que o Polo Norte celeste se localiza abaixo do horizonte) é através da observação do Cruzeiro do Sul. [carece de fontes?]